# Hypomesus japonicus
Hypomesus japonicus är en fiskart som först beskrevs av Brevoort, 1856.  Hypomesus japonicus ingår i släktet Hypomesus och familjen norsfiskar. Inga underarter finns listade i Catalogue of Life.